# Ратха-ятра
Ра́тха-я́тра (IAST: Ratha-yātrā «праздник колесниц») — один из главных праздников в вайшнавской традиции индуизма, связанный с одной из форм Вишну/Кришны — божеством Джаганнатха. Центральным элементом праздника является проезд колесниц с деревянными божествами Джаганнатхи, Баладевы и Субхадры. Фестиваль Ратха-ятры отмечает возвращение Кришны к себе домой во Вриндавану после длительного периода разлуки со своими возлюбленными пасту́шками-гопи.
Основной фестиваль проводится ежегодно в июне или июле месяце в городе Пури штата Орисса. Значительная часть населения Пури тем или иным образом задействована в поклонении Джаганнатхе в древнем храме, который является одним из самых важных мест паломничества в Индии. Согласно легенде, поклонение Джаганнатхе в Пури ведётся уже несколько миллионов лет (с прошлой Кали-юги).
Ратха-ятра регулярно проходит также и в других городах Индии, где есть храмы Джаганнатхи. Начиная с 1960-х годов, благодаря проповеди Бхактиведанты Свами Прабхупады и основанной им  вайшнавской организации «Международное общество сознания Кришны», фестивали Ратха-ятра стали проводиться во многих городах мира за пределами Индии, в том числе России и Украине.

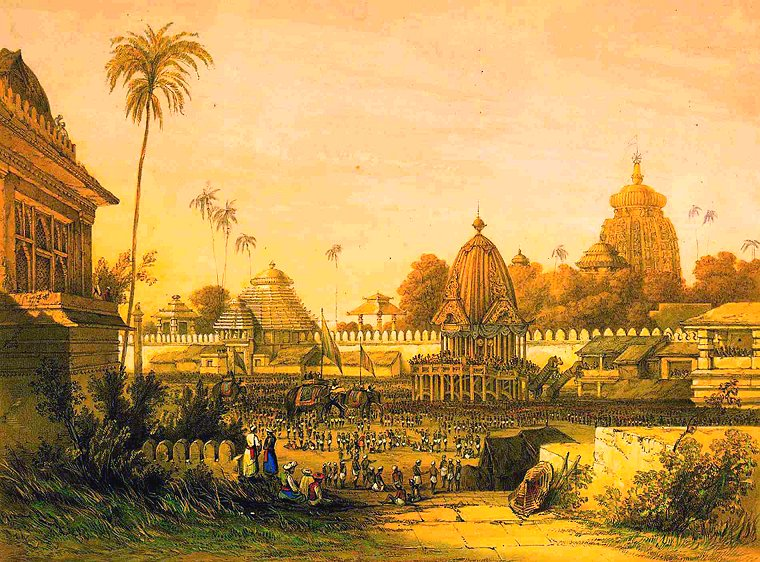
Фестиваль Ратха-ятры в Пури, Индия. Картина Джеймса Фергюссона

## Этимология
Слово ратха означает «колесница»; слово ятра — «паломничество» или «процессия». Соответственно «ратха-ятра» означает «процессия из колесниц» или «фестиваль колесниц». В литературе индуизма слово «ратха» используется в разных контекстах — например, в эпических войнах «Махабхараты» ратхи были основным средством передвижения для воинов.

## Праздник в Пури

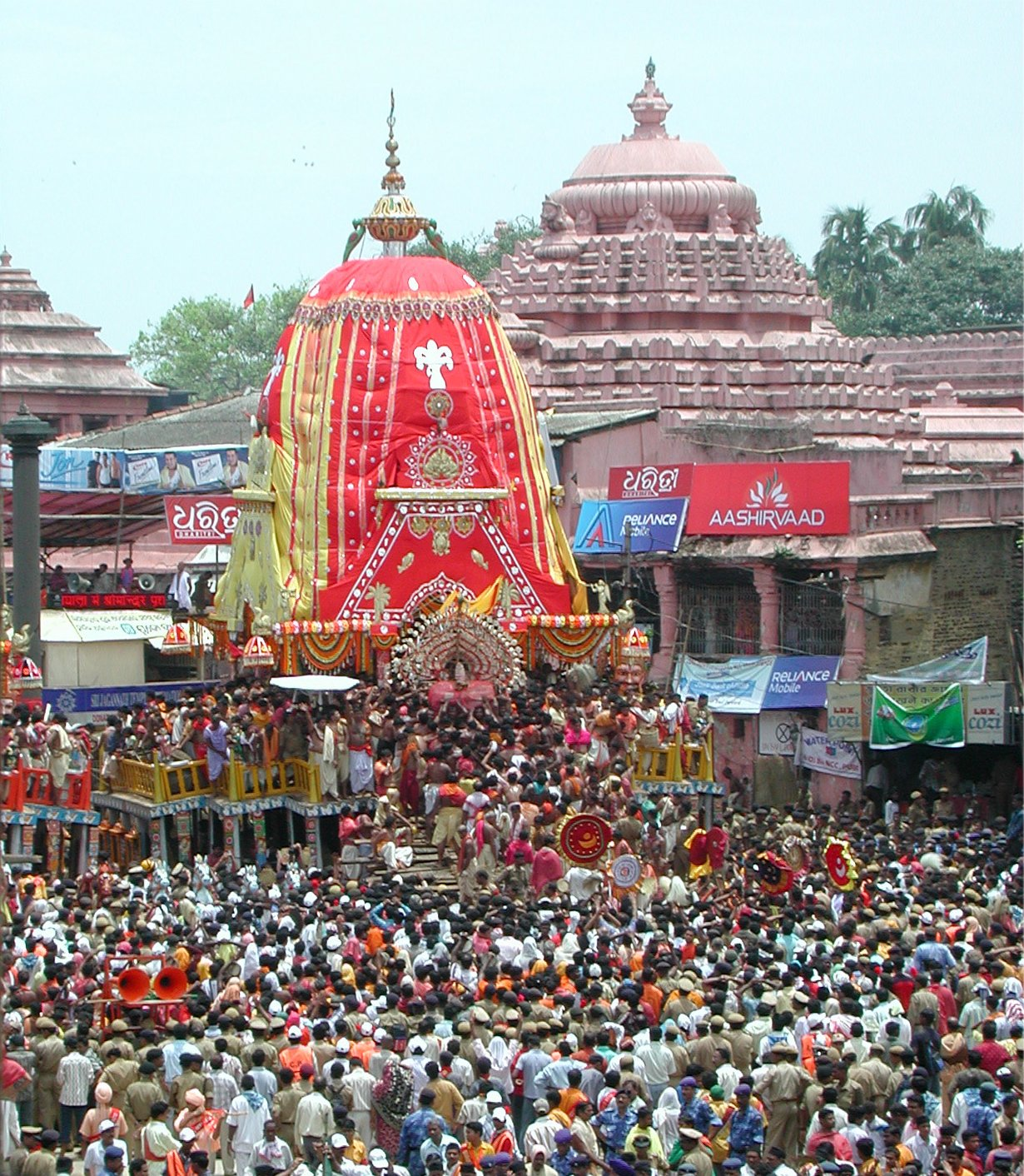
Ратха-ятра в Пури в 2007 году

Самый крупный праздник Ратха-ятры ежегодно проводится в городе Пури, индийского штата Орисса, где находится древний храм Джаганнатхи, являющийся одним из важнейших мест паломничества в индуизме. Обычно деревянным божествам Джаганнатхи, Баладевы и Субхадры поклоняются внутри храма, но один раз в год, в день праздника Ратха-ятры, их провозят по улице, чтобы дать возможность увидеть божества всем желающим. Три огромные, богато разукрашенные колесницы, по своей форме напоминающие храмы, проезжают по улицам Пури. Таким образом ежегодно празднуется возвращение Джаганнатхи, Баладевы и их сестры Субхадры во Вриндаван, который олицетворяет храм Гундича, расположенный в двух километрах от обычного местопребывания божеств — храма Джаганнатхи.
Каждый год для проведения фестиваля строят новые колесницы из особого дерева. После фестиваля колесницы разрушают и раздают щепки в качестве сувениров. Главная колесница Джаганнатхи достигает 13 метров в высоту и имеет 16 колёс диаметром в 2 метра.
Праздник начинается с того, что раджа города Пури подметает золотым веником дорогу перед колесницами, после чего начинается процессия, в которой около 4000 человек тянут каждую колесницу на канатах. Затем на неделю божества оставляют в храме Гундича, где их ежедневно одевают в новые одежды и кормят особыми рисовыми пирогами, которые называются падапитха, после чего в подобной же процессии божества перевозят обратно в храм Джаганнатхи.
Каждый год на фестиваль съезжаются около 500 000 паломников со всего мира. Крупнейшие каналы индийского телевидения проводят прямую трансляцию происходящего на фестивале. День праздника Ратха-ятры является единственной возможностью увидеть Джаганнатху для неиндусов и последователей индуизма неиндийского происхождения, которых не пускают внутрь храма.
В прошлом некоторые паломники, прибывшие на праздник Джаганнатха в Пури, добровольно бросались под колёса многотонных колесниц, так как считалось, что такая смерть дарует освобождение и возвращает умершего в духовный мир. С тех пор в английском языке искажённое имя Джаганнатха — Джаггернаут, приобрело значение фатальной силы, лишающей людей жизни.

## Значение Ратха-ятры в гаудия-вайшнавизме
Для кришнаитов праздник Ратха-ятры имеет особенное значение, потому что в нём в своё время принимал участие основатель этого движения — Чайтанья Махапрабху. Кришнаиты верят в то, что Чайтанья — это совместная аватара Радхи и Кришны. Чайтанья пришёл в нынешний космический цикл Кали-югу для распространения любви к Богу. Любовь к Богу возможна в состоянии единения с Ним и в состоянии разлуки. Чайтанья пребывает в умонастроении Радхи, которая постоянно чувствует разлуку с Кришной (Джаганнатхой). В этом умонастроении Чайтанья принимал участие в проезде колесниц и танцевал перед божествами на фестивале Ратха-ятры в Пури ежегодно в период с 1516 по 1533 год.

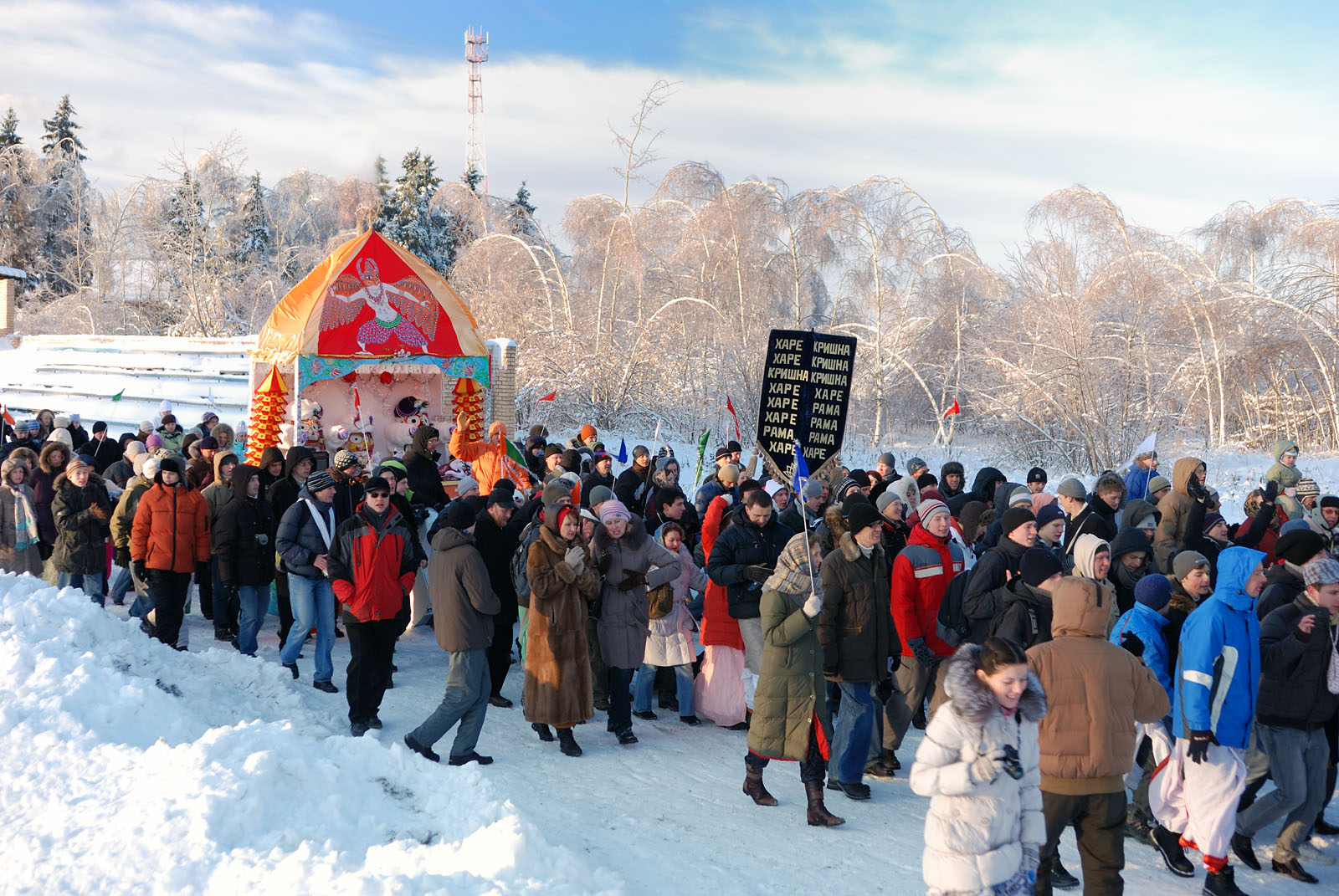
Зимняя Ратха-ятра в Подмосковье в 2011 году

## Ратха-ятра за пределами Индии
Начиная с 1960-х годов празднование Ратха-ятры стало обычным явлением во многих крупных городах мира. Они проводятся Международным обществом сознания Кришны.
Первый праздник Ратха-ятры за пределами Индии был проведён 9 июля 1967 года в Сан-Франциско по инициативе основателя Международного общества сознания Кришны Бхактиведанты Свами Прабхупады. Спустя несколько лет мэрия города Сан-Франциско объявила Ратха-ятру одним из праздников города.
Праздник также ежегодно проводится кришнаитами в таких городах, как Лондон, Париж, Нью-Йорк, Лос-Анджелес, Берлин, Будапешт и Амстердам. В России Ратха-ятра проходит в Санкт-Петербурге, Москве и некоторых других городах.

## Иллюстрации

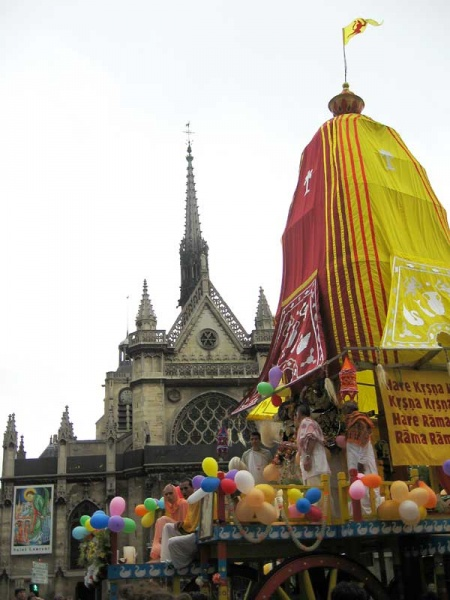
Ратха-ятра в Париже
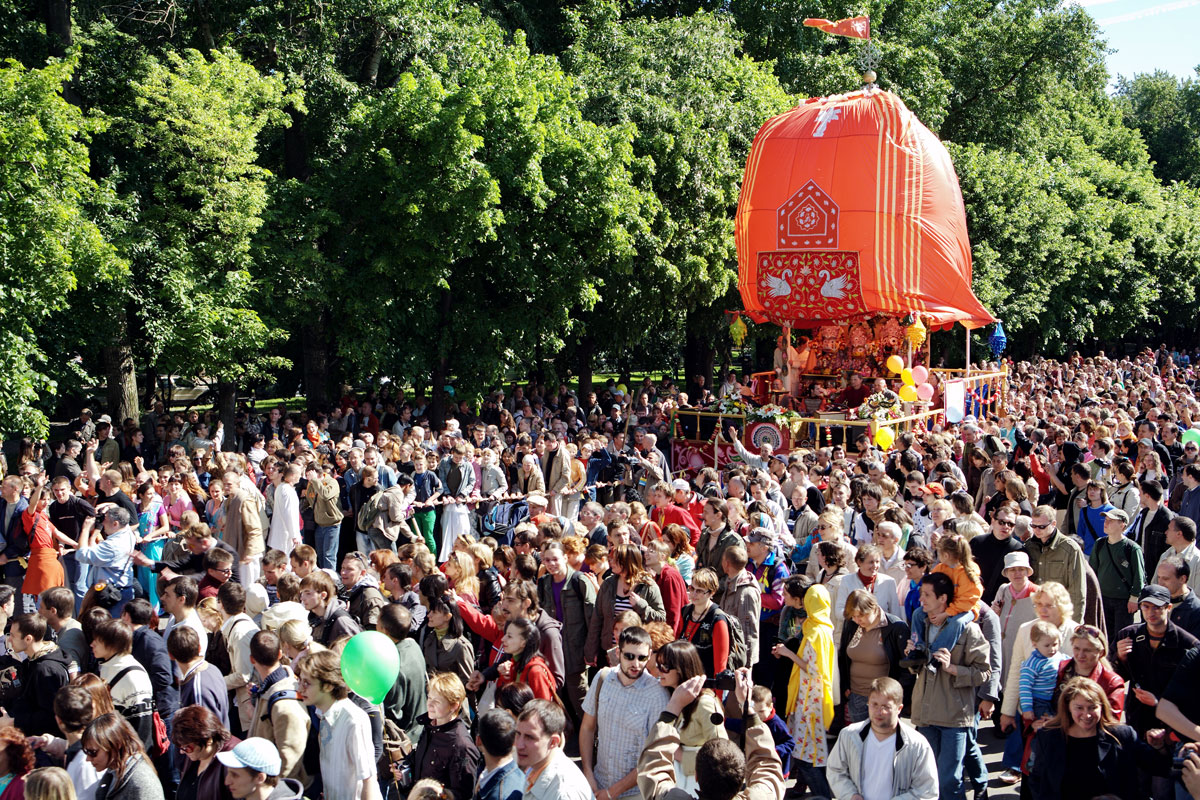
Ратха-ятра в Москве